# Tårup
Tårup är en tätort i Nyborgs kommun i Region Syddanmark i Danmark. Tätorten har 295 invånare (2024). Den ligger på Fyn, cirka 8,5 kilometer söder om Nyborg.